# Edgewood Tahoe Golf Club
Edgewood Tahoe Golf Club is een openbare golfbaan aan de zuidoostelijke oever van Lake Tahoe. Het ligt op zo'n 1900 meter boven zeeniveau in het dorp Stateline, in de Amerikaanse staat Nevada. Een deel van de golfbaan reikt tot in de naburige staat Californië. Vanaf de golfbaan heeft men mooie zichten op de met sneeuw bedekte bergen rond het meer. Jaarlijks vindt er de American Century Celebrity Golf Classic plaats, een golftoernooi waaraan veel beroemdheden deelnemen.
De golfbaan behoort toe aan Edgewood Tahoe, een luxeresort met hotel, twee restaurants, een bar en een kuuroord.